# 張尹 (乾隆進士)
張 尹（ちょう いん、簡体字中国語: 张尹）は、清朝の政治家。字は無咎、号は莘農。江南桐城の出身。
張尹は乾隆元年（1736年）に殿試に及第し、第二甲進士となった。散館の後、福建長楽県の知県となった。著書に『石冠堂集』がある。